# Rosja za Mikołaja II

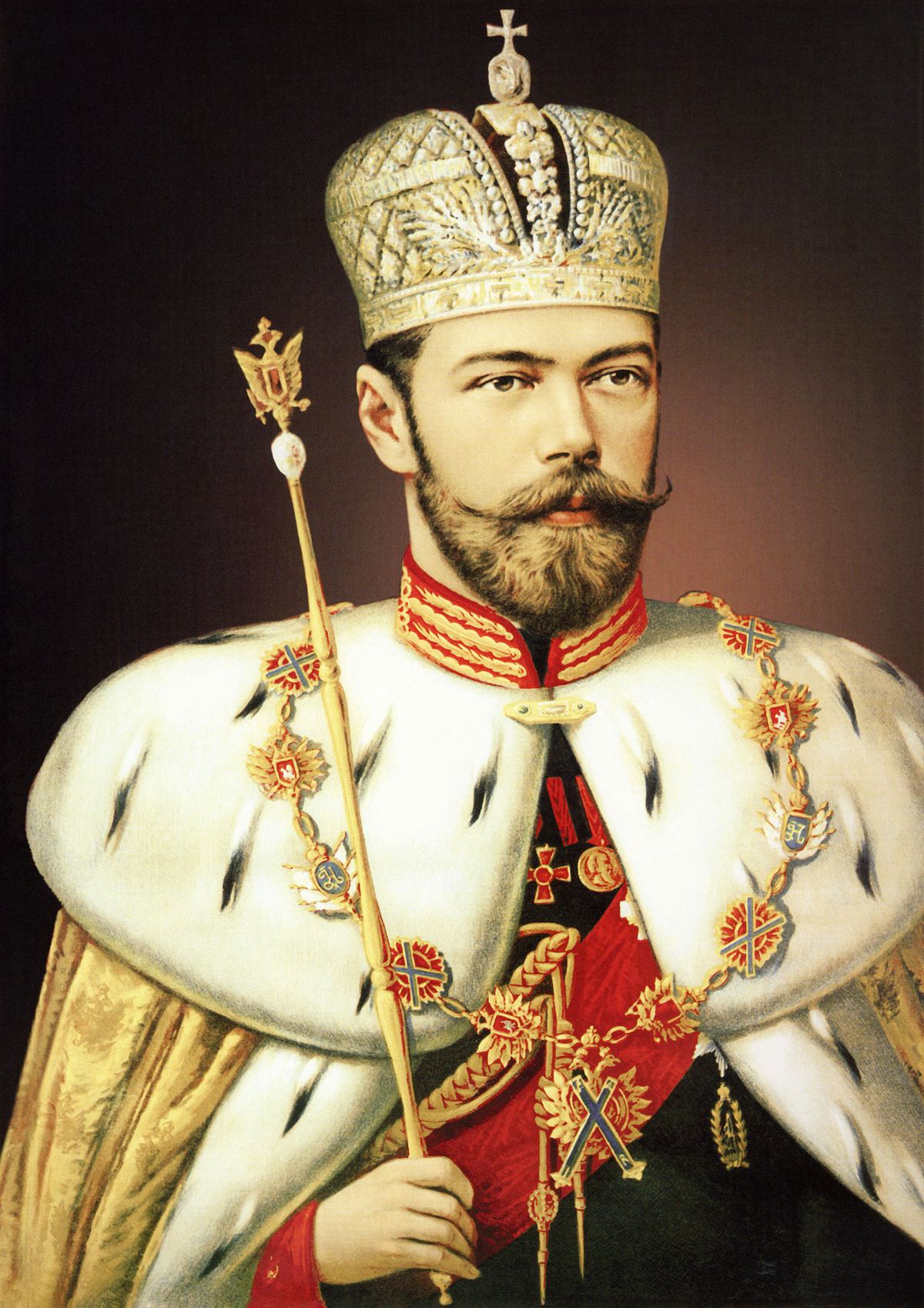
Portret Mikołaja II

Rosja za Mikołaja II – okres w dziejach Imperium Rosyjskiego, obejmujący lata 1894–1917, gdy rządy sprawował ostatni cesarz rosyjski Mikołaj II Romanow. W tym czasie w Rosji miały miejsce m.in. takie wydarzenia, jak: rewolucja 1905 roku, dwie rewolucje w 1917 roku – lutowa i październikowa. Państwo uczestniczyło w takich konfliktach międzynarodowych, jak wojna rosyjsko-japońska i I wojna światowa. Ponadto przeprowadziło szereg reform (m.in. ustrojowych i agrarnych), jednak mimo podjętych przez Mikołaja II kroków w celu naprawy sytuacji w państwie carat został obalony.

## Wojna rosyjsko-japońska
Pod koniec XIX wieku Chiny, zadłużone wobec Imperium Rosyjskiego, po przegranej wojnie z Japonią odstąpiły jej na 80 lat Półwysep Liaotuński wraz z portem Port Artur oraz zgodziły się na budowę kolei transsyberyjskiej przez teren Mandżurii do Władywostoku. W ten sposób Rosja wzięła udział, wraz z zachodnimi mocarstwami morskimi: Wielką Brytanią, Francją i Niemcami, w akcji zajmowania przez nie różnych enklaw portowych na wybrzeżu Chin na swe bazy handlowe. Wzięła też udział w walkach przeciwko chińskiemu powstaniu bokserów, okupując terytorium Mandżurii.
Stało się to powodem zatargów z Japonią, która w podobny sposób opanowała Półwysep Koreański, a następnie doprowadziło do wojny japońsko-rosyjskiej w 1904 roku. Poprzedzona ona została napaścią Japończyków, bez uprzedzenia, na flotę rosyjską, bazującą w Port Artur. Walki prowadzone na lądzie w Mandżurii były bardzo krwawe, zakończyły się kapitulacją Rosjan w oblężonym Port Artur. Najtragiczniejszy dla Rosji był pogrom w Cieśninie Cuszimskiej wojennej floty bałtyckiej, która przypłynęła na front dalekowschodni z opóźnieniem, już po kapitulacji wojsk rosyjskich w Mandżurii. Wojnę zakończył traktat pokojowy podpisany w sierpniu 1905 roku, zawarty za pośrednictwem Stanów Zjednoczonych. Zgodnie z nim Rosja oddała Południowy Sachalin i kolej południowomandżurską Japonii, która przejęła również dzierżawę Półwyspu Liaotuńskiego z Port Artur.
Wojna z Japonią była w Rosji od początku bardzo niepopularna, a klęski ponoszone na froncie spowodowały wzrost nastrojów antycarskich. Opozycyjne grupy robotnicze, socjalistyczne i rewolucyjne szybko zdobywały wpływy – rozmachu nabierały strajki i rozmaite akcje protestacyjne, podnoszące postulaty społeczno-polityczne pod adresem władzy carskiej. W styczniu 1905 roku zorganizowany został w Petersburgu pochód strajkujących robotników, zamierzających pomaszerować pod Pałac Zimowy z petycjami do cara. Pokojowy pochód, liczący około 30 tys. robotników, z ikonami, portretami cara i chorągwiami, został jednakże ostrzelany przez wojsko, przy czym zginęło około tysiąca ludzi, a kilka tysięcy zostało rannych. Ta krwawa niedziela zniszczyła mityczną wiarę dużej części ludności robotniczej i chłopskiej w cara i stała się zapłonem wielkich strajków drukarzy, kolejarzy, nauczycieli, urzędników, aktorów, ekspedientów sklepowych w całej Rosji. Doszło też do buntu załogi pancernika „Potiomkin” i wielu innych okrętów, oraz zbrojnych wystąpień rewolucyjnych w ośrodkach przemysłowych Moskwy, Uralu, na Łotwie i w Królestwie Polskim.

## Przed I wojną światową

### Nastroje rewolucyjne

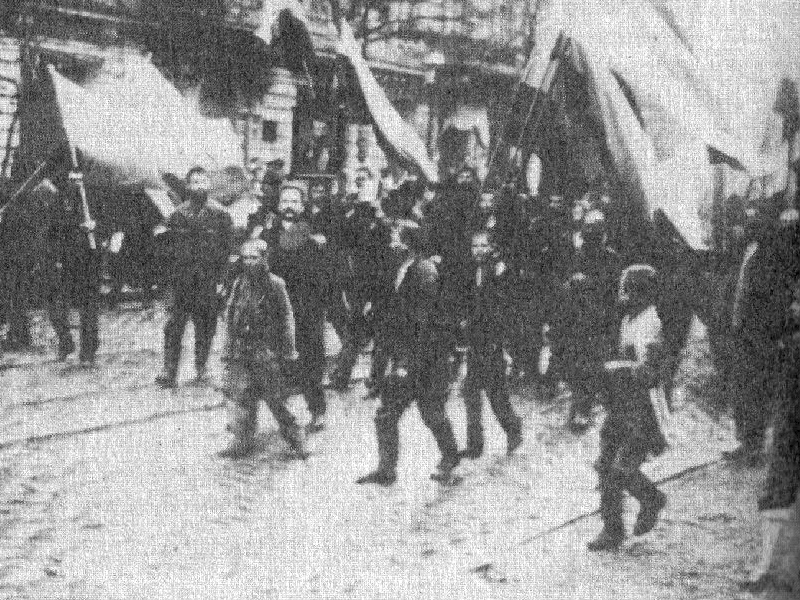
Krwawa niedziela

Wybuch rewolucji w 1905 roku nie załamał caratu, ale Mikołaj II zmuszony został do wprowadzenia zmian w swym jedynowładztwie. W kwietniu 1906 roku utworzony został, w drodze wyborów pośrednich, pierwszy rosyjski parlament – I Duma Państwowa. Okazał się dla cara zbyt opozycyjny, został więc przez niego rozwiązany i rozpisano nowe wybory do parlamentu. Wywołało to serię buntów w wojsku i strajków robotniczych, stłumionych przez władze. Również II Dumę car rozwiązał i dopiero III Duma, wybrana w październiku 1907 roku, w oparciu o nowe prawo wyborcze, przetrwała całą swą pięcioletnią kadencję, niemal całkowicie podporządkowując się woli cara i polityce rządu Stołypina. Równocześnie fala wystąpień rewolucyjnych opadła. Rewolucja 1905 roku w Rosji zakończyła się niepowodzeniem, lecz wywarła wielki wpływ na rosyjski i międzynarodowy ruch robotniczy i stanowiła zapowiedź późniejszych rewolucji i walk narodowowyzwoleńczych po I wojnie światowej w całej Europie.
W ostatnich kilku latach przed I wojną światową ujawnił się w Rosji nawrót fermentu rewolucyjnego, zwłaszcza wśród robotników wielkoprzemysłowych i chłopstwa. Iskrą zapalną tych tendencji rewolucyjnych była tzw. „masakra nad Leną”. Miał tam miejsce strajk ośmiu tysięcy robotników w kopalniach złota, żądających wzrostu płac oraz poprawy nieludzkich warunków pracy i 8-godzinnego dnia roboczego. Strajk zakończył się zaaresztowaniem przywódców i ostrzelaniem przez wojsko protestującego tłumu robotników, wśród których było 500 zabitych i rannych. Gdy w 1912 roku strajkowało w Rosji ogółem około miliona osób, to w 1913 – 1270 tys., a w pierwszych siedmiu miesiącach 1914 roku – 1,3 mln.

### Gospodarka
W okresie od końca XIX wieku do I wojny światowej gospodarka Rosji charakteryzowała się szybkim rozwojem w wielu dziedzinach wytwórczości. Następowała monopolizacja przemysłu, będącego w dużej mierze w rękach zachodnich koncernów i rozwój kapitalizmu finansowego. Po pierwszych kilku latach kryzysu gospodarczego na początku XX wieku, do 1913 roku produkcja przemysłowa uległa podwojeniu, a liczba zatrudnionych w przemyśle wzrosła do 3 mln. Rozrastały się szybko miasta. Natomiast sytuacja w rolnictwie rosyjskim była niezmiennie zła. Ludność wiejska stanowiła 3/4 ogółu ludności imperium, choć trwała jej ciągła migracja do miast. O pomyślnym zaopatrzeniu w żywność decydowały dobre urodzaje. Gdy były złe, zwykle z powodu nieprzewidywalnych warunków pogodowych, dochodziło niejednokrotnie do głodu w niektórych regionach kraju.
Pod koniec 1905 roku państwo Mikołaja II stanęło w obliczu kryzysu finansowego. Rząd Rosji, którego premierem był wówczas Siergiej Witte, by móc pokrywać bieżące zobowiązania i uniknąć niewypłacalności, zaciągnął olbrzymie pożyczki w bankach zagranicznych – we Francji, Wielkiej Brytanii, Holandii i Austrii. Pożyczono łącznie 2,7 mld franków. W zamian za to zobowiązano się do przeprowadzenia reform demokratycznych, m.in. powołano Dumę Państwową. Opór cara Mikołaja II wobec postulowanych, dalszych zmian ustrojowych, mających upodobnić Rosję do państw europejskich, doprowadził do wstrzymania kolejnych kredytów.

### Kultura

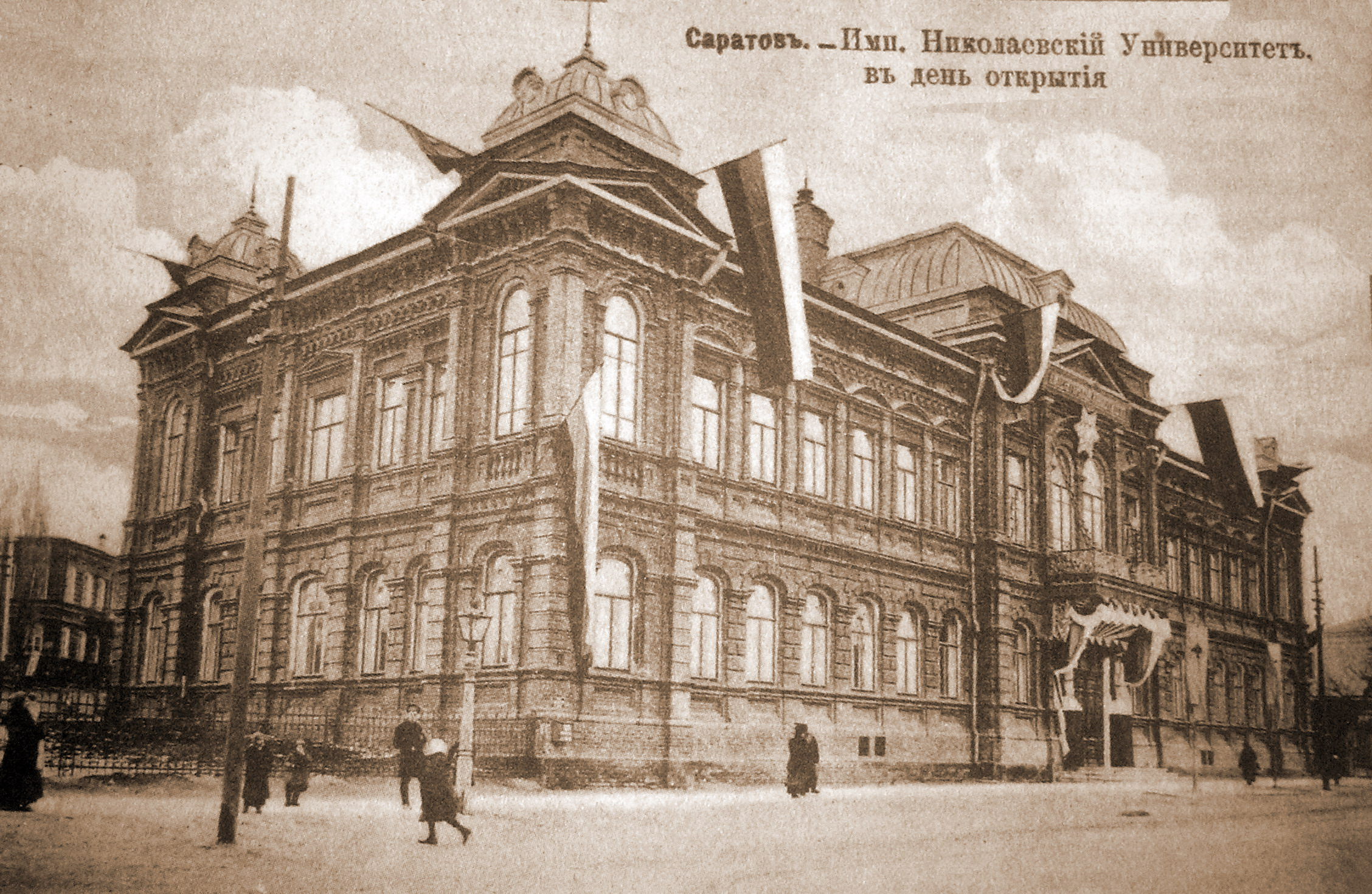
Uniwersytet w Saratowie

Ostatnie 2–3 dekady lat przed wybuchem I wojny światowej były w Rosji korzystne w zakresie rozwoju oświaty, nauki, kultury i sztuki. Przybyło kilka uczelni (Tomsk, Saratów, Perm, Rostów), towarzystw naukowych, a po 1905 roku społecznych uniwersytetów ludowych. Rozwinęło się znacznie szkolnictwo średnie i podstawowe. To ostatnie w dużej mierze dzięki działalności ziemstw, to jest samorządów lokalnych, było też wiele szkół cerkiewno-parafialnych.
Rozwijała się szybko nauka w wielu dziedzinach: matematyki (Aleksandr Korkin), chemii (Dymitr Mendelejew), łączności radiowej (Aleksandr Popow), konstrukcji rakietowych (Konstantin Ciołkowski), fizjologii (Iwan Pawłow). Szczególne osiągnięcia uzyskano w badaniach Syberii, Dalekiego Wschodu i Arktyki. W wielu ekspedycjach badawczych brali udział Polacy, m.in. Benedykt Dybowski (fauna Bajkału), Jan Czerski (Góry Czerskiego), Aleksander Czekanowski (Góry Czekanowskiego). Spore osiągnięcia notowała architektura, malarstwo, rzeźba, muzyka, teatr i literatura piękna (Lew Tołstoj, Anton Czechow, Maksym Gorki, Iwan Bunin).

## I wojna światowa
W 1907 roku zakończona została wieloletnia rywalizacja Rosji z Wielką Brytanią o panowanie w Persji, przez zawarcie dwustronnego porozumienia, ustalającego strefy wpływów w tym państwie. Równocześnie dyplomacja rosyjska włączyła się intensywnie w konflikty bałkańskie, wspierając panslawistyczne dążenia Serbii, ale nie angażując się bezpośrednio w wojny bałkańskie 1912–1913. Skończyły się one wprawdzie ostateczną porażką Turcji, lecz Rosja równocześnie utraciła swe wpływy w nowych państwach bałkańskich na rzecz Austro-Węgier (w Bośni, Rumunii, Bułgarii), Wielkiej Brytanii (w Grecji) i Włoch (w Albanii).
Konflikty na Bałkanach stały się powodem wybuchu w 1914 roku I wojny światowej. Jej podstawą były sprzeczności interesów i podział państw europejskich na bloki militarne: Trójprzymierze Niemiec, Austro-Węgier i Włoch oraz Trójporozumienie Wielkiej Brytanii, Francji i Rosji. Rosja przystąpiła do konfliktu zbrojnego 1 sierpnia, gdy Niemcy wypowiedziały jej wojnę. Niemcy rozpoczęli swą rosyjską ofensywę 4 sierpnia od zbombardowania i spalenia przygranicznego Kalisza w Kongresówce.
W pierwszych miesiącach wojny na froncie wschodnim rozegrane zostały dwie kampanie wojenne. Na terytorium Prus Wschodnich, gdzie doszło do wielkiej bitwy pod Tannenbergiem, zakończonej zwycięstwem wojsk niemieckich, i w Galicji, gdzie ofensywa wojsk austriacko-węgierskich, rozpoczęta 23 sierpnia w Kieleckiem i na Lubelszczyźnie załamała się w bitwach pod Lwowem i Gródkiem Jagiellońskim. Pod koniec 1914 roku front na wschodzie ustabilizował się na wiele miesięcy na linii rzek Bzury, Nidy i Dunajca.
Rok 1915 rozpoczął się od ofensywy wojsk austriacko-węgierskich w rejonie Karpat Wschodnich, gdzie m.in. rozegrały się krwawe walki o Przełęcz Dukielską. Jednakże Rosjanie odparli tę ofensywę, a nawet zdobyli w marcu twierdzę Przemyśl. Natomiast pełnym zwycięstwem zakończyła się kolejna ofensywa wojsk niemieckich na północy, gdzie opanowały one znaczne terytoria Litwy i Kurlandii. Przełamanie frontu rosyjskiego na południu nastąpiło w maju pod Gorlicami, po czym armie austro-niemieckie podjęły ofensywę na całej linii swego frontu wschodniego i już latem wszystkie terytoria Galicji i b. Królestwa Polskiego znalazły się pod ich okupacją. Na koniec 1916 roku front przebiegał wzdłuż linii Tarnopol–Pińsk–Dźwina–Ryga.

## Rewolucje 1917 roku

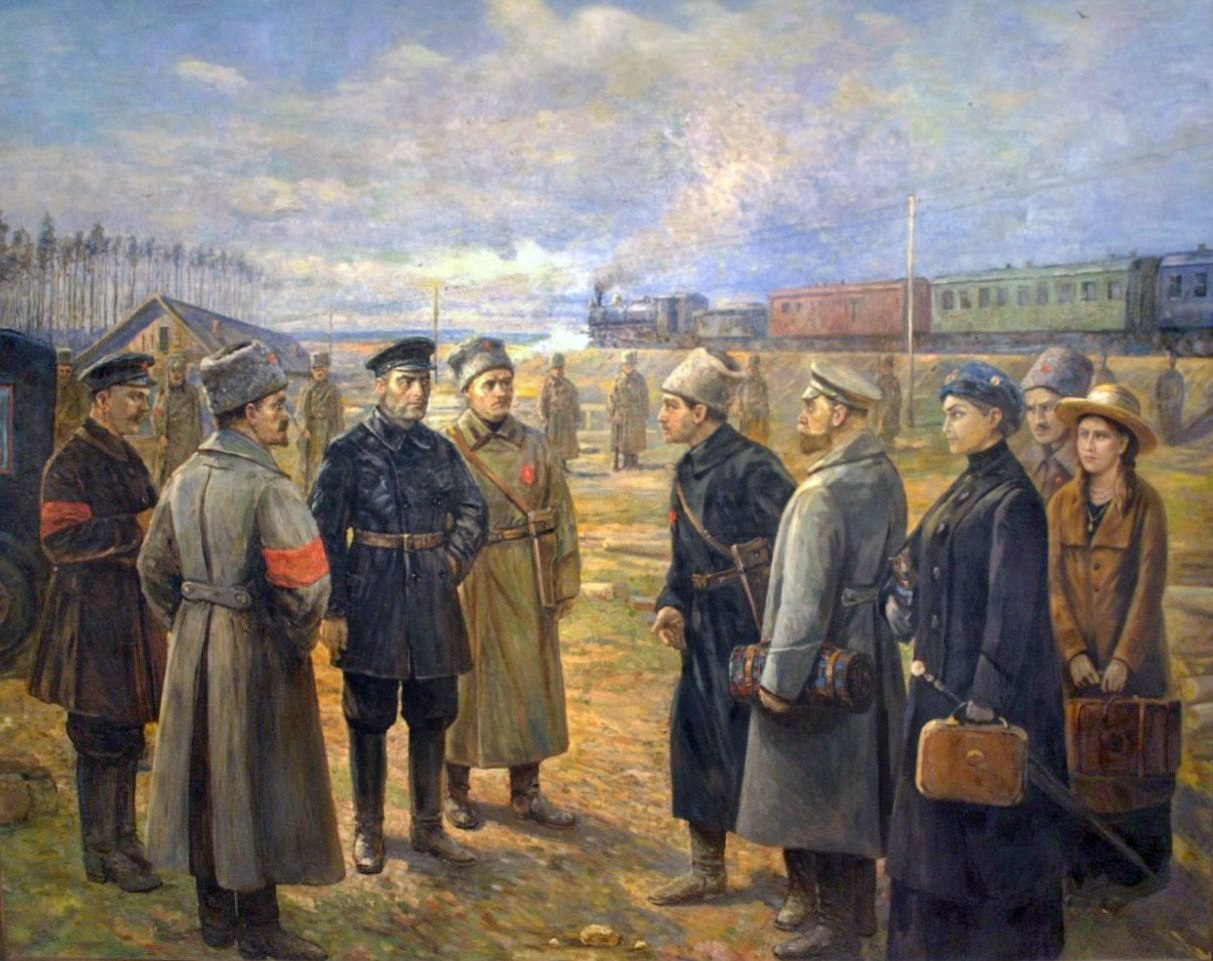
Przekazanie carskiej rodziny Radzie Uralskiej, W.N. Pczolin (1927)

Od początku 1917 roku miały w Rosji miejsce liczne strajki, manifestacje i starcia zbrojne ludności, występującej przeciwko wojnie i katastrofalnej sytuacji żywnościowej w kraju. Buntowało się także wojsko i w całym kraju powstawały radykalne rewolucyjne rady robotniczo-żołnierskie, które przejmowały lokalnie władzę i domagały się od cara liberalizacji gospodarki, demokratyzacji władzy i wycofania z wojny. Działania te przybrały wnet formę rewolucji, której początek datuje się na 2 marca (18 lutego). Gdy Mikołaj II rozwiązał Dumę, około 200 tys. robotników odpowiedziało strajkiem generalnym, a wojsko odmówiło wystąpienia przeciwko strajkującym, bratając się z nimi. Wówczas Duma Państwowa oraz Piotrogrodzka Rada Delegatów Robotniczych i Żołnierskich zebrały się nielegalnie i zażądały abdykacji cara, co nastąpiło 15 marca. Cesarstwo Rosyjskie przestało istnieć, na jego miejscu pojawiła się republika parlamentarna.
W dniu 7 listopada (25 października) 1917 roku wybuchła w Rosji kolejna rewolucja. Pełną władzę w kraju przejął Ogólnorosyjski Zjazd Delegatów Robotniczych i Żołnierskich, który proklamował utworzenie Rosyjska Republika Radziecka. Nastąpiło zawieszenie broni z Niemcami i rozpoczęły się rokowania pokojowe w Brześciu, a 15 grudnia zawarty został rozejm w działaniach wojennych. W latach 1918–1920 w Rosji trwała wojna domowa. Ostatni car dynastii Romanowów, Mikołaj II, więziony był wraz z rodziną w Jekaterynburgu i tam został rozstrzelany z rozkazu uralskiej bolszewickiej rady obwodowej. Na miejsce carskiej Rosji powstało nowe państwo Związek Radziecki i pięć państw niezawisłych: Polska, Finlandia, Litwa, Łotwa i Estonia.